# Estadio Nacional de Abuya
El Estadio Nacional de Abuya es un estadio multiusos ubicado en la ciudad de Abuya, capital de Nigeria. Sirve como sede de la Selección de fútbol de Nigeria, y es también sede de otros eventos sociales, culturales y religiosos de Nigeria. Fue inaugurado en 2003 y tiene una capacidad para 60 491 espectadores sentados.

## Historia

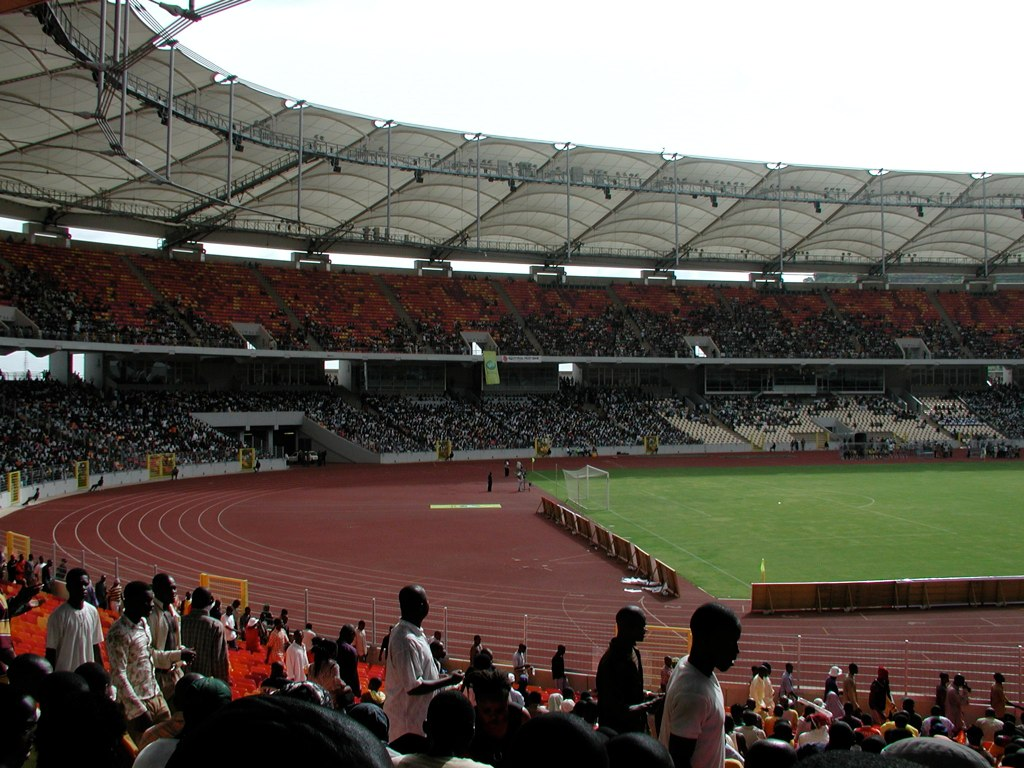
Graderías del Estadio Abuya

Después del nombramiento como sede de la ciudad de Abuya de los Juegos Panafricanos de 2003 en el año 2000 el Gobierno de Nigeria autorizó la construcción de un nuevo estadio en la ciudad, así que se contrató al grupo de arquitectos Schlaich Bergermann & Partner que se encargaría del diseño, planeación y construcción del estadio, así en el año 2003 es inaugurado el estadio con mayor capacidad de Nigeria.

## Instalaciones
Las instalaciones e ingeniería del estadio fueron creadas con el motivo de satisfacer las necesidades de FIFA.
Las Instalaciones del estadio son:
- Capacidad para 60  491 asistentes cubiertos por el techo del estadio
- Una suite Presidencial
- 56 suites corporativas
- Modernos Torniquetes
- Una oficina Postal
- Bancos
- Instalaciones para medios
- 2 Pantallas y proyectores
- Tiendas y restaurantes
- Helipuerto
- Arena con capacidad para 3000 personas
- Gimnasio con capacidad para 2000 personas
- Alberca con capacidad para 2000 personas
- Estacionamiento con 4000 cajones
- Estadio de Hockey con capacidad para 3000 personas
- Complejo de Baloncesto y Softbol